# Libro de la anothomia del hombre
El Libro de la anothomia del hombre de Bernardino Montaña de Monserrate, publicado en 1551 y única obra impresa que se le conoce, fue el primer tratado de anatomía escrito en lengua castellana. Su autor, probablemente nacido en Barcelona en las cercanías de 1480, fue médico y cirujano del emperador Carlos V.

## Disponibilidad
Se encuentra digitalizado y en acceso libre y gratuito en la Biblioteca Digital Floridablanca, y proviene del Fondo Antiguo de la Biblioteca de la Universidad de Murcia, que cuenta entre sus fondos con una importante colección de libros impresos en los siglos XV (incunables), XVI, XVII, XVIII y XIX.

## Influencias
Este libro está entre las primeras obras de anatomía escritas en lengua vulgar, en lugar de en latín, para que fueran accesibles a la formación de cirujanos y barberos.

## Enlaces relacionados
- "La medicina del Renacimiento. El empuje de la anatomía" en Universidad de Jaén

- Datos: Q18419672